# Пима (окръг)
Вижте пояснителната страница за други значения на Пима.
Окръг Пима (на английски: Pima County) е окръг в щата Аризона, Съединени американски щати. Площта му е 23 799 km², а населението – 1 016 206 души (2016). Административен център е град Тусон.

## Градове
- Оро Вали
- Сахуарита
- Южен Тусон